# Zikmund Rákóczi (1595–1620)
Zikmund Rákóczi (leden 1595 Szerencs –  26. prosince 1620 Sárospatak) byl synem Zikmunda I. Rákócziho a Anny Gerendiové a mladším bratrem Jiřího I. Rákócziho.

## Život
Po smrti svého otce (5. prosince 1608) se o rákocziovské panství dělil se svými dvěma bratry, Jiřím a Pavlem. Spolu se svým bratrem Jiřím se oba oženili s dcerami Lorántffyho, sirotky bývalého hradního kapitána z Ónodu, Mihálye Lorántffyho, který zemřel v roce 1614 a vlastnil rozsáhlé majetky. 18. dubna 1616 se Jiří oženil se Zsuzsannou Lorántffyovou, zatímco Zikmund se oženil s její sestrou Márií Lorántffyovou, a tak dědictví Rákóczi-Lorántffy zůstalo v rukou obou bratrů, bylo spravováno společně a nerozděleno. Zikmund však zemřel 26. prosince 1620 a jeho žena ho dlouho nepřežila. To umožnilo Jiřímu a Zsuzsanně zdvojnásobit jejich bohatství. Zikmund byl pohřben ve svém rodném městě Szerencs v roce 1621. Z manželství s Márií Lorántffyovou neměl žádné děti.